# 989
سنة 989 م هي سنة بسيطة تبدأ يوم الثلاثاء حسب تقويم يولياني.

## أحداث

### حسب الموضوع

#### فن
- ترميمات تحصل على آيا صوفيا.

#### تعليم
- جامع سنكوري يؤسس في تمبكتو.

## مواليد
- أديمار شابان،راهب ومؤرخ (مات عام 1034).
- جزييلا شوابيا، الإمبراطور الروماني (مات عام 1043)

## وفيات
- 6 سبتمبر-شرف الدولة، أمير الكويت ومحافظة فارس.